# Американска военна мисия при ГЩ на НОВ и ПОМ
Американската военна мисия при Главния щаб на Народоосвободителната войска и партизанските отряди на Македония е съюзническа военна мисия, имаща за цел да координира комунистическата съпротива във Вардарска Македония.
Американската военна мисия навлиза в Македония от Сърбия през юли 1944 година и се установява в Главния щаб на НОВ и ПОМ в Цървена вода. Състои се от майор Скот Дикенсън – началник на мисията, Тед – радиотелеграфист, Стево Бузич и Стив Силянов – преводачи и сержанта Стефан Бизик.
Членовете на мисията изпращат информация за икономическото, военното и политическото положение в Македония до Щабът на Канцеларията за специални служби. Ръководителят на мисията майор Дикенсън държи реч на Първото и Второто заседание на АСНОМ. През май 1945 година мисията напуска Македония.
Отделно от това по свидетелство на Гочо Чакалов – офицер за свръзка с чуждестранни военни мисии в България, група от 4 американци начело с поручик Харпър пристигат в България на 10-11 септември и с цел да получат по-нататъшни инструкции за действие. Групата е имала за цел да осъществява радиовръзка между партизаните в Македония и щаба на американската армия в Италия.